# الدعاية خلال الحروب اليوغسلافية
خلال حروب يوغوسلافيا (1991-2001) استخدمت الدعاية على نطاق واسع في وسائل الإعلام في جمهورية يوغوسلافيا الاتحادية وكرواتيا و (إلى حد ما) البوسنة والهرسك.
خلال النزاعات استخدمت جميع الأطراف الدعاية كأداة. كانت وسائل الإعلام في يوغوسلافيا السابقة منقسمة على أسس عرقية ولم يتصد سوى عدد قليل من الأصوات المستقلة للخطاب القومي.
استخدم سلوبودان ميلوسيفيتش ونظامه في صربيا الدعاية بشكل بارز. بدأ جهوده للسيطرة على وسائل الإعلام في أواخر الثمانينيات وبحلول عام 1991 نجح في توحيد راديو وتلفزيون صربيا ووسائل الإعلام الصربية الأخرى التي أصبحت إلى حد كبير لسان حال نظامه. جزء من لائحة الاتهام الصادرة عن المحكمة الجنائية الدولية ليوغوسلافيا السابقة ضد ميلوسيفيتش اتهمته باستخدام وسائل الإعلام لأغراض دعائية.
في كرواتيا تضمنت وسائل الإعلام المذيع العام الرئيسي للدولة إذاعة وتلفزيون كرواتيا وخضعت إلى حد كبير لسيطرة فرانيو تودجمان وحزبه الاتحاد الديمقراطي الكرواتي. شاركت وسائل الإعلام الكرواتية في الدعاية خلال حرب الاستقلال الكرواتية وحرب البوسنة والهرسك.
كما زعم بعض المحللين أن وسائل الإعلام الغربية استخدمت تكتيكات دعائية في تغطية الحروب لا سيما في تصويرها السلبي للصرب أثناء النزاعات.

## الخلفية والتحليل
أثناء تفكك يوغوسلافيا لعبت وسائل الإعلام دورا حاسما في التأثير على الرأي العام بشأن النزاع. ساعدت وسائل الإعلام التي تسيطر عليها أنظمة الدولة في تعزيز البيئة التي جعلت الحرب ممكنة من خلال مهاجمة المبادئ المدنية وإذكاء الخوف من العنف العرقي وهندسة الموافقة. على الرغم من أن جميع الأطراف في حروب يوغوسلافيا استخدمت الدعاية فقد لعب نظام سلوبودان ميلوسيفيتش دورا رائدا في انتشاره. في عام 1987 بدأ ميلوسيفيتش في استخدام التلفزيون الحكومي لتصوير جمهورية يوغوسلافيا الاشتراكية الاتحادية على أنها «مناهضة للصرب» مما أدى إلى دعاية منافسة من كرواتيا ومن البوسنة والهرسك. كانت معظم وسائل الإعلام متواطئة في هذه التكتيكات واستسلمت للأحزاب العرقية والسياسية الخاصة بها وعملت كأدوات للدعاية القومية. كانت الاستثناءات حفنة من وسائل الإعلام المستقلة.
كان هناك عدد من الفضائح الإعلامية البارزة في الثمانينيات مثل حادثة جورجي مارتينوفيتش عام 1985 وقضية فويكو وسافلي عام 1987. اكتسبت مذكرة الأكاديمية الصربية للعلوم والفنون مكانة بارزة بعد تسريبها في وسائل الإعلام الرئيسية في عام 1986.
قبل وقت طويل من اندلاع الصراع في كرواتيا أعدت وسائل الإعلام الصربية والكرواتية جمهورها للعنف والنزاع المسلح من خلال بث قصص فظائع الحرب العالمية الثانية التي ارتكبها الطرف الآخر. وهكذا في وسائل الإعلام الكرواتية مثل الصرب الشيتنيك (أو في بعض الأحيان الحزبيين) وفي وسائل الإعلام الصربية تم تصوير الكروات على أنهم أوستاشا. بمجرد بدء القتال كانت هذه هي التسميات المستخدمة بشكل روتيني في تقارير الحرب الإعلامية من كلا الجانبين ولقد زرعوا الكراهية والخوف بين الناس. كما عززت الحملات الدعائية الصربية والكرواتية بعضها البعض. ساعد الخطاب القومي الذي طرحه الرئيس الكرواتي فرانيو تودجمان وشخصيات عامة كرواتية قبل وبعد الانتخابات البرلمانية الكرواتية عام 1990 ميلوسيفيتش. وبالمثل أثارت سياسات ميلوسيفيتش في كرواتيا المشاعر القومية بين الكروات والتي استخدمها تودجمان لصالحه. في عام 1990 بدأ الطريق إلى الحرب يشقه القوميون الصرب والكروات على حدٍ سواء ثم لاحقا من قبل مسلمي البوسنة والهرسك أيضا.
سيطر كل من ميلوسيفيتش وتودجمان على وسائل الإعلام في جمهوريتهما واستخدموا التقارير الإخبارية من الصحف والإذاعة والتلفزيون لتأجيج نيران الكراهية. لاحظت الصحفية ماغي أوكين كيف كان الزعيمان على دراية بأهمية التحريض على حملات الدعاية «التي من شأنها أن تعد بلد أطفال تيتو - وهي في الأساس بلد مختلط عرقيا - لتقسيم النموذج اليوغوسلافي المثالي». فيما يتعلق بحالة وسائل الإعلام في كل من صربيا وكرواتيا في ذلك الوقت كتب كمال كورسباهيتش:
في البوسنة والهرسك تم تقسيم وسائل الإعلام أيضا على أسس عرقية مما ساعد على إطالة أمد حرب البوسنة والهرسك وكان عقبة أمام تحقيق السلام.
تم استخدام تكتيكات دعاية مختلفة من قبل الأطراف المتحاربة في حروب يوغوسلافيا مثل التقارير المبالغ فيها عن جرائم الحرب. على سبيل المثال ذكرت كل من وسائل الإعلام البوسنية المسلمة والصربية أن أطفالهم استخدموا كغذاء لحيوانات حديقة الحيوان. تم تصوير ضحايا المذابح على أنهم أعضاء في مجموعتهم العرقية أو أن الطرف الآخر قد قتل شعبه لأغراض دعائية. استخدمت جميع الأطراف الأفلام الوثائقية والأفلام لدعم أجنداتها الخاصة.

## الإعلام الصربي
في المحكمة الجنائية الدولية ليوغوسلافيا السابقة كانت إحدى لوائح الاتهام ضد الرئيس الصربي سلوبودان ميلوسيفيتش هي استخدامه لوسائل الإعلام الصربية التي تديرها الدولة لخلق جو من الخوف والكراهية لدى الصرب الأرثوذكس في يوغوسلافيا من خلال نشر "المبالغة والتضخيم" رسائل كاذبة عن اعتداءات عرقية من قبل مسلمي البوسنة والكروات الكاثوليك ضد الشعب الصربي...".

### عهد ميلوسيفيتش وسيطرته على وسائل الإعلام الصربية
بدأ ميلوسيفيتش جهوده للسيطرة على وسائل الإعلام في 1986 إلى 1987 وهي العملية التي اكتملت بحلول صيف عام 1991. في عام 1992 راديو وتلفزيون بلغراد مع راديو وتلفزيون نوفي ساد وراديو وتلفزيون بريشتينا أصبحت جزءا من راديو وتلفزيون صربيا وهي شبكة مركزية ومحكومة عن كثب والتي كان من المفترض أن تكون مكبر صوت لسياسات ميلوسيفيتش. خلال التسعينيات تم استخدام دنيفنيك (صحيفة يومية) لتمجيد «السياسة الحكيمة لسلوبودان ميلوسيفيتش» ولمهاجمة «خدام القوى الغربية وقوى الفوضى واليأس» المعارضة الصربية.
وفقا لدانييل س. سريماك على عكس الكروات والبوسنيين لم تكن جهود العلاقات العامة الصربية موجودة حيث كانت حكومة ميلوسيفيتش تزدري الصحافة الغربية. ومع ذلك مثلت شركة وايز للاتصالات في واشنطن مصالح صربيا من خلال عقد مع شركة النفط الصربية يوغوبيترول حتى فرض الحظر الذي تفرضه الأمم المتحدة على صربيا. صرح بيل وايز رئيس الشركة: «لقد رتبنا مقابلات تلفزيونية ونشرنا مقالات في المطبوعات الأمريكية لسلوبودان ميلوسيفيتش. وكان جزء من دورنا هو الحصول على بعض التوازن للمعلومات الآتية من يوغوسلافيا». استأجرت مجموعة من رجال الأعمال الصرب شركة إيان غرير لتنظيم لوبي لوستمنستر ونقل الرسالة الصربية ومنع العقوبات الاقتصادية من قبل المجموعة الاقتصادية الأوروبية. توقفت عن العمل أيضا عندما فرضت الأمم المتحدة عقوبات في يونيو 1992. وشملت أنشطة العلاقات العامة الأخرى بورسون-مارستيلار التي تعاملت مع وسائل الإعلام والعلاقات السياسية لزيارة رئيس الوزراء اليوغوسلافي الجديد ميلان بانيتش ومجموعة من مراكز المعلومات الصربية وجماعات الضغط الفردية من كلا الجانبين.
وفقا للبروفيسور رينو دي لا بروس المحاضر البارز في جامعة ريمس وهو شاهد استدعاه مكتب المدعي العام للمحكمة الجنائية الدولية ليوغوسلافيا السابقة استخدمت السلطات الصربية وسائل الإعلام كسلاح في حملتها العسكرية. «في صربيا على وجه التحديد شكل استخدام وسائل الإعلام لغايات وأهداف قومية جزءا من خطة مدروسة جيدا وهي نفسها جزء من إستراتيجية الغزو وتأكيد الهوية». وفقا لدي لا بوس حددت الأيديولوجية القومية الصرب جزئيا وفقا لأسطورة تاريخية استنادا إلى هزيمة صربيا من قبل القوات العثمانية في معركة قوصوه عام 1389 وجزئيا على الإبادة الجماعية للصرب التي ارتكبتها الحرب العالمية الثانية من قبل الكرواتيون الفاشيون أوستاشا التي حكمت دولة كرواتيا المستقلة. غذت رغبة الكروات في الاستقلال نيران الخوف لا سيما في المناطق ذات الأغلبية الصربية في كرواتيا. وفقا لدي لا بوس أصبحت الهوية الصربية الجديدة واحدة في مواجهة «الآخرين»: الكروات (انهاروا في أوستاش) والمسلمون (انهاروا في بوتوريس). حتى الديمقراطية الكرواتية تم رفضها منذ أن «جاء هتلر إلى السلطة في ألمانيا في إطار آلية متعددة الأحزاب ولكنه أصبح فيما بعد ديكتاتورا عظيما ومعتديا ومجرما» مصطلحات مثل «الإبادة الجماعية» و«الفاشية» استخدمت وسائل الإعلام الصربية عبارة «وريث زعيم أوستاشي أنتي بافليتش» و«نائب الملك الكرواتي الجديد» لوصف الرئيس الكرواتي فرانيو تودجمان. وعلى النقيض من ذلك وُصف ميلوسيفيتش بأنه «حكيم» و«حاسم» و«ثابت» و«الشخص الذي يعيد الكرامة الوطنية للشعب الصربي».

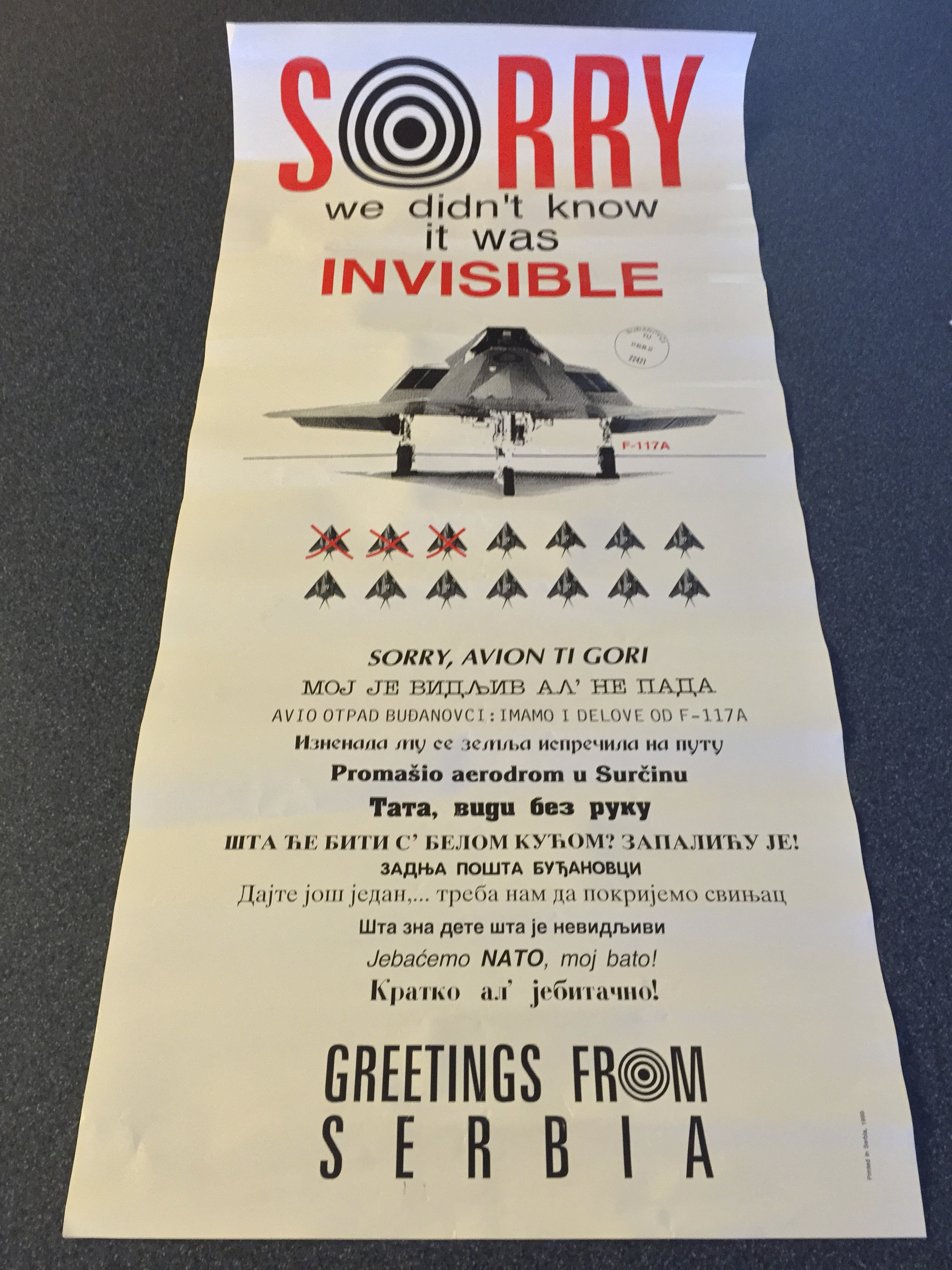
ملصق دعائي يحتفل بإطلاق النار عام 1999 على مقاتلة الناتو من طراز إف - 117 نايت هوك أثناء قصف الناتو لصربيا في عام 1999.

سمح ميلوسيفيتش قبل حرب كوسوفو لوسائل الإعلام المطبوعة المستقلة بالنشر لكن توزيعها كان محدودا. تضمنت أساليبه في السيطرة على وسائل الإعلام إحداث نقص في الورق والتدخل في الإمدادات والمعدات أو إيقافها ومصادرة الصحف لطباعتها دون تراخيص مناسبة أو أسباب أخرى. بالنسبة لوسائل الإعلام المملوكة ملكية عامة يمكنه طرد الصحفيين أو ترقيتهم أو تخفيض رتبتهم أو إدانتهم علانية. في عام 1998 تبنى قانونا للإعلام أنشأ محكمة جنح خاصة لمحاكمة المخالفات وكان له القدرة على فرض غرامات باهظة ومصادرة الممتلكات إذا لم يتم دفعها على الفور. أفادت هيومن رايتس ووتش أن خمسة محررين صحفيين مستقلين اتهموا بنشر معلومات مضللة لأنهم أشاروا إلى الألبان الذين لقوا حتفهم في كوسوفو على أنهم «أناس» وليسوا «إرهابيين». اشتدت حملة القمع الحكومية على وسائل الإعلام المستقلة عندما كانت قوات الناتو تهدد بالتدخل في كوسوفو في أواخر سبتمبر وأوائل أكتوبر. علاوة على ذلك حافظت الحكومة أيضا على سيطرتها المباشرة على الإذاعة والتلفزيون المملوكة للدولة والتي توفر الأخبار لمعظم السكان. وفقا لتقرير دي لا بروس وصلت وسائل الإعلام التي يسيطر عليها ميلوسيفيتش إلى أكثر من 3.5 مليون شخص يوميا. بالنظر إلى ذلك وعدم الوصول إلى الأخبار البديلة يقول دي لا بروس إنه من المدهش أن تكون مقاومة دعاية ميلوسيفيتش كبيرة بين الصرب كما يتضح ليس فقط في المظاهرات الحاشدة في صربيا في عامي 1991 و1996-1997 وكلاهما تقريبا أطاح بالنظام ولكن أيضا في تجند واسع للمقاومة وانشقاق عن الجيش. شارك أكثر من 50000 شخص في العديد من الاحتجاجات المناهضة للحرب في بلغراد وشارك أكثر من 150.000 شخص في أكبر احتجاج «مسيرة الشريط الأسود» تضامنا مع الناس في سراييفو. تشير التقديرات إلى أن ما بين 50000 و 200000 شخص فروا من جيش يوغوسلافيا الشعبي وهاجر ما بين 100000 و 150.000 شخص من صربيا لرفضهم المشاركة في الحرب.
يصف دي لا بروس كيف صور راديو وتلفزيون صربيا الأحداث في دوبروفنيك وسراييفو: "جاءت الصور المعروضة لدوبروفنيك مع تعليق يتهم أولئك من الغرب الذين التقطوا الفيلم بالتلاعب وإحراق إطار أمامهم من كاميراتهم لجعل النيران تبدو وكأن المدينة مشتعلة. أما بالنسبة للقذائف التي أطلقت على سراييفو والأضرار التي سببتها فقد كان الأمر لعدة أشهر كما لو لم يحدث أبدا في أعين مشاهدي التلفزيون الصربي لأن تلفزيون بلغراد سيعرض صور المدينة مأخوذة من شهور بل سنوات قبل ذلك لإنكار وقوعها على الإطلاق". تم تغذية الجمهور الصربي بمعلومات مضللة مماثلة حول فوكوفار وفقا لمراسل رويترز السابق دانييل ديلوس: "إذاعة وتلفزيون صربيا خلق عالما غريبا لم تُحاصر فيه سراييفو العاصمة البوسنية وحيث كانت مدينة فوكوفار الكرواتية المدمرة تم "تحريرها".
أعلن الحكم الصادر عن المحكمة الجنائية الدولية ليوغوسلافيا السابقة على ميلان بابيتش أول رئيس لجمهورية كرايينا الصربية الكيان الصربي المزعوم داخل كرواتيا:
زيليكو كوبانيا محرر صحيفة نيزافيسن نوفين المستقلة أصيب بجروح خطيرة من جراء انفجار سيارة مفخخة بعد أن نشر قصصا تفصل الفظائع التي ارتكبها الصرب ضد البوشناق خلال حرب البوسنة والهرسك. كان يعتقد أن القنبلة زرعت من قبل أجهزة الأمن الصربية لمنعه من نشر المزيد من القصص. دعم تحقيق مكتب التحقيقات الفيدرالي شكوكه.

### قضايا الدعاية الصربية

#### قضية «مذبحة باكراك»
أثناء اشتباك باكراك ذكرت صحيفة «فيتشرني نوفوستي» الصربية أن حوالي 40 مدنيا صربيا قتلوا في باكراك في 2 مارس 1991 على أيدي القوات الكرواتية. تم قبول القصة على نطاق واسع من قبل الجمهور وبعض الوزراء في الحكومة الصربية مثل دراغوتين زيلينوفيتش. ولم يتسن التأكد من صحة هذا التقرير في وسائل الإعلام الأخرى من جميع البلديات السبع التي تحمل اسم «باكراتش» في يوغوسلافيا السابقة.

#### قضية «مذبحة أطفال فوكوفار»
قبل يوم واحد من إعدام 264 من أسرى الحرب الكرواتيين والمدنيين في مذبحة أوفتشا أفادت وسائل الإعلام الصربية بمقتل 40 رضيع صربي في فوكوفار. قالت الدكتورة فيسنا بوساناك رئيسة مستشفى فوكوفار الذي نُقل منه أسرى الحرب والمدنيين الكرواتيين إنها تعتقد أن قصة الأطفال المذبوحين تم إطلاقها عمدا لتحريض القوميين الصرب على إعدام الكروات.

#### قضية " 30000 أوستاشي في دوبروفنيك

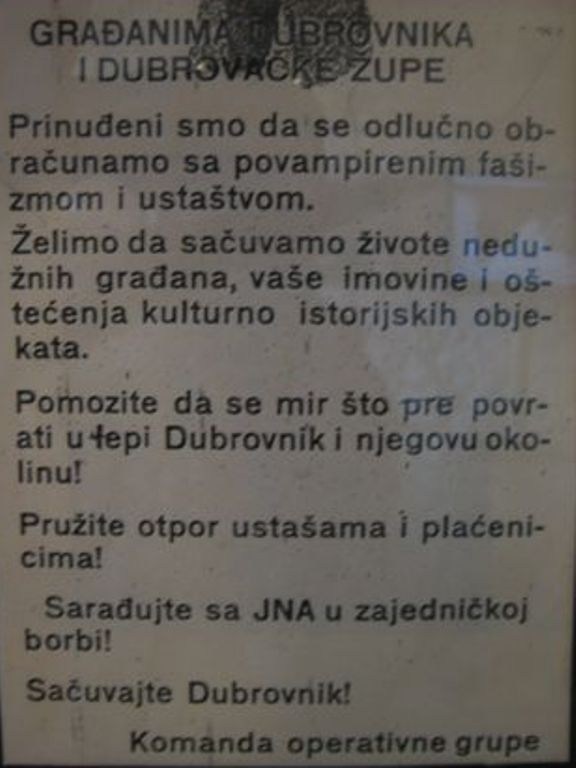
نشرة إعلانية تدعو مواطني دوبروفنيك إلى التعاون مع جيش يوغوسلافيا الشعبي ضد «الفاشية والأوستاشية» للكروات.

قبل حصار دوبروفنيك بذل الضباط اليوغوسلاف (وبالتحديد بافلي ستروغار) جهودا متضافرة في تحريف الحالة العسكرية على الأرض وبالغوا في «التهديد» بشن هجوم كرواتي على الجبل الأسود من قبل «30000 مسلح من أوستاشي و7000 إرهابي بمن فيهم المرتزقة الأكراد». تم نشر هذه الدعاية على نطاق واسع من قبل وسائل الإعلام التي تسيطر عليها الدولة في صربيا والجبل الأسود.
في الواقع كانت القوات العسكرية الكرواتية في المنطقة في سبتمبر غير موجودة تقريبا. تألفت القوات الكرواتية من وحدة مجندين محليا واحدة فقط كان عددهم أقل من 1500 رجل وليس لديهم دبابات أو أسلحة ثقيلة. كما لم يكن هناك مرتزقة أو أكراد أو غيرهم للكروات.

#### قضية «الإطارات المشتعلة في دوبروفنيك»
أثناء حصار دوبروفنيك في عام 1991 قصف الجيش اليوغوسلافي ميناء كرواتي وأظهر راديو وتلفزيون صربيا مدينة دوبروفنيك بأعمدة من الدخان وادعى أن السكان المحليين كانوا يحرقون إطارات السيارات لمحاكاة تدمير المدينة.

#### «الرايخ الرابع» و«مؤامرة الفاتيكان»
أفادت وسائل الإعلام التي تتخذ من بلغراد مقرا لها في بعض الأحيان عن مؤامرة مزعومة «لقوات أجنبية» لتدمير يوغوسلافيا. في إحدى الحالات أظهر تلفزيون بلغراد تودجمان وهو يصافح المستشار الألماني هلموت كول واتهمهما بالتآمر لفرض «الرايخ الرابع» وحتى الفاتيكان تم لومه على «دعم الانفصاليين». نتيجة لذلك في سبتمبر 1991 كانت سفارتا ألمانيا والفاتيكان أهدافا للمتظاهرين الصرب الذين صاحوا: «البابا يوحنا بولس الثاني يدعم الفاشية الجديدة في كرواتيا».

#### عملية أوبرا أورينتاليس
أثناء عملية العلم الكاذب سيئة السمعة أوبرا أورينتاليس التي أجرتها المخابرات الجوية اليوغوسلافية في عام 1991 وجهت وسائل الإعلام الصربية بشكل متكرر اتهامات كاذبة ارتبطت فيها كرواتيا بالحرب العالمية الثانية والفاشية والنازية ومعاداة السامية بهدف لتشويه سمعة المطالب الكرواتية للاستقلال في الغرب.

#### اقتباس تودجمان في 1992 عن «كرواتيا تريد الحرب»
أكدت وسائل الإعلام الصربية أن الرئيس الكرواتي فرانيو تودجمان بدأ الحرب في كرواتيا. ولتأكيد هذه الفكرة أشارت وسائل الإعلام مرارا وتكرارا إلى خطابه في زغرب في 24 مايو 1992 وادعت أنه قال حسبما زُعم: «لم تكن هناك حرب لو لم تكن كرواتيا تريدها». خلال محاكماتهما في المحكمة الجنائية الدولية ليوغوسلافيا السابقة لجأ سلوبودان ميلوسيفيتش وميلان مارتيتش كثيرا أيضا إلى اقتباس تودجمان لإثبات براءتهما.
ومع ذلك حصل المدعون العامون للمحكمة الجنائية الدولية ليوغوسلافيا السابقة على الشريط المتكامل لخطابه وشغلوه بالكامل أثناء محاكمة مارتيتش في 23 أكتوبر 2006 وأثبتوا أن تودجمان لم يقل أبدا أن كرواتيا «أرادت الحرب». عند تشغيل هذا الشريط أُجبر بوريسلاف أوكيتش على الاعتراف بأن تودجمان لم يقل ما قيل. الاقتباس هو في الواقع ما يلي: «ادعى بعض الأفراد في العالم الذين لم يكونوا أصدقاء لكرواتيا أننا مسؤولون أيضا عن الحرب. وأجبتهم: نعم لم تكن هناك حرب لو تخلينا عن هدفنا لإنشاء كرواتيا المستقلة ذات السيادة. واقترحنا أن يتم تحقيق هدفنا بدون حرب وأن يتم حل الأزمة اليوغوسلافية عن طريق تحويل الاتحاد الذي لم يرضي أحد ولا سيما الأمة الكرواتية إلى اتحاد دول ذات سيادة. التي تتمتع فيها كرواتيا بالسيادة بجيشها وأموالها الخاصة ودبلوماسيتها الخاصة ولم يقبلوا».

#### قضية «مجاهدو البوسنة»
صورت الدعاية الصربية خلال حرب البوسنة والهرسك مسلمي البوسنة والهرسك على أنهم متطرفون عنيفون وأصوليون إسلاميون. بعد سلسلة من المذابح التي تعرض لها البوشناق دخل بضع مئات (بين 300 و1500) من المرتزقة الناطقين بالعربية من الشرق الأوسط وشمال إفريقيا والذين يُطلق عليهم اسم المجاهدون في النصف الثاني من عام 1992 بهدف مساعدة «إخوانهم المسلمين». ومع ذلك أفادت وسائل الإعلام الصربية بوجود عدد أكبر بكثير من المجاهدين وقدمتهم على أنهم إرهابيون وتهديد كبير للأمن الأوروبي لتأجيج الكراهية ضد المسلمين بين الصرب والمسيحيين الآخرين. ولم تصدر المحكمة الجنائية الدولية ليوغوسلافيا السابقة لائحة اتهام ضد أي من المتطوعين الأجانب. ومع ذلك فقد تم توثيق حالات قيام وحدات المجاهدين بارتكاب جرائم حرب بما في ذلك القتل والتعذيب وقطع رؤوس المدنيين والجنود الصرب والكرواتيين. حكمت المحكمة الجنائية الدولية ليوغوسلافيا السابقة على القائد السابق للجيش البوسني راسم ديليتش بالسجن ثلاث سنوات جزئيا بسبب جرائم ارتكبتها وحدة من المجاهدين كانت جزءا من فرقته والتي قامت بتعذيب وقطع رؤوس وتشويه السجناء الصرب الأسرى.

#### قضية «أطباء برييدور الوحوش»
قبل مذبحة برييدور للمدنيين البوسنيين والكرواتيين وصفت الدعاية الصربية البارزين من غير الصرب بأنهم مجرمون ومتطرفون يجب معاقبتهم على سلوكهم. اتُهم الدكتور ميرساد مجديتش وهو سياسي بوسني بحقن النساء الصربيات بالمخدرات لجعلهن غير قادرات على إنجاب الأطفال الذكور الأمر الذي ساهم بدوره في خفض معدل المواليد بين الصرب. كما أن الدكتور زيليكو سيكورا وهو كرواتي يشار إليه باسم الطبيب الوحش متهم بإجبار النساء الصربيات على الإجهاض إذا كن حوامل بأطفال ذكور وبخصي الأطفال الذكور لأبوين صربيين. وعلاوة على ذلك في مقال بعنوان «كوزارسكي فجيسنيك» مؤرخ في 10 يونيو 1992 اتهم الدكتور عثمان محمودجين بتعمد تقديم رعاية طبية غير صحيحة لزميله الصربي الدكتور سيفكو دوكيتش الذي أصيب بنوبة قلبية.
حضر مايل موتيتش مدير كوزارسكي فييسنيك والصحفي رادي موتيتش بانتظام اجتماعات السياسيين الصرب للتعرف على الخطوات التالية لنشر الدعاية.

#### قضية «مؤامرة ماركال»
كانت مجازر ماركالي عبارة عن هجومين بالمدفعية على المدنيين في سوق ماركالي ارتكبهما جيش جمهورية صرب البوسنة أثناء حصار سراييفو. وبتشجيع من التقرير الأولي لقوة الحماية التابعة للأمم المتحدة زعمت وسائل الإعلام الصربية أن الحكومة البوسنية قصفت المدنيين التابعين لها لحمل القوى الغربية على التدخل ضد الصرب. ومع ذلك في يناير 2003 خلصت المحكمة الجنائية الدولية ليوغوسلافيا السابقة إلى أن المذبحة قد ارتكبتها القوات الصربية حول سراييفو. على الرغم من أن وسائل الإعلام الدولية تناقلت على نطاق واسع تم تجاهل الحكم في صربيا نفسها.

#### أسود من قضية بيونيرسكا دولينا
أثناء حصار سراييفو كانت الدعاية الصربية تحاول تبرير الحصار بأي ثمن. ونتيجة لهذا الجهد عرض التلفزيون الوطني الصربي تقريرا جاء فيه أن «الأطفال الصرب يقدمون طعاما للأسود في حديقة حيوان سراييفو اسمها بيونيرسكا دولينا من قبل متطرفون مسلمون».

#### كرافيكا تسبب الانتقام في سريبرينيتشا
بينما كان جيب سريبرينيتشا تحت حصار جيش جمهورية صرب البوسنة قاد قائده ناصر أوريتش عدة هجمات حول القرى المجاورة التي يسيطر عليها الصرب والتي كان العديد منها بوسنيا قبل الحرب ولكن القوات الصربية تجاوزتها خلال الأشهر الأولى من الحصار. وأسفرت العمليات عن سقوط العديد من الضحايا الصرب. ووجهت المحكمة الجنائية الدولية ليوغوسلافيا السابقة لاحقا لائحة اتهام إلى أوريتش في حكمها الابتدائي. ثبت أن القوات البوسنية النظامية في سريبرينيتشا لم تتمكن في كثير من الأحيان من كبح جماح المجموعات الكبيرة من المدنيين الجوعى الذين شاركوا في الهجمات للحصول على الطعام من القرى الصربية. ومع ذلك وصفت بعض وسائل الإعلام الصربية الهجمات بأنها السبب الرئيسي للهجوم الصربي على سريبرينيتشا في عام 1995. وقال مذيع تلفزيوني في بالي إن «سربرينيتشا تحررت من الإرهابيين» وأن «الهجوم وقع بعد أن هاجم الجانب المسلم قرى الصرب خارج منطقة سريبرينيتشا المحمية».

### الدعاية كجزء من لائحة الاتهام في المحكمة الجنائية الدولية ليوغوسلافيا السابقة

#### الدعاية كجزء من لائحة الاتهام ضد ميلوسيفيتش
شهد عضوان من جهاز الأمن الفيدرالي للادعاء في محاكمة ميلوسيفيتش بشأن تورطهما في حملته الدعائية. كشف سلوبودان لازاريفيتش عن أنشطة سرية مزعومة لجهاز الأمن الفيدرالي تهدف إلى تقويض عملية السلام بما في ذلك تعدين ملعب لكرة القدم وبرج مائي وخط سكة حديد أعيد فتحه بين زغرب وبلغراد. تم إلقاء اللوم على هذه الأعمال على الكروات. وصف مصطفى كانديتش أحد الرؤساء الأربعة المساعدين لجهاز الأمن الفيدرالي استخدام التكنولوجيا لتلفيق المحادثات لجعل الأمر يبدو كما لو أن السلطات الكرواتية تطلب من الكروات في صربيا المغادرة لإحداث كرواتيا النقية عرقيا. تم بث المحادثة بعد أن أجبرهم هجوم صربي على كرواتيين يعيشون في صربيا على الفرار. وشهد على حالة أخرى من التضليل الإعلامي تضمنت بثا تلفزيونيا للجثث وصفت بأنها مدنية صربية قتلها الكروات. وشهد كانديتش أنه يعتقد أنها كانت في الواقع جثث للكروات قتلوا على أيدي الصرب لكن لم يتم التحقق من هذا البيان. كما أكد وجود عمليات أوبرا ولابرادور.

### قصف راديو وتلفزيون صربيا وما بعده

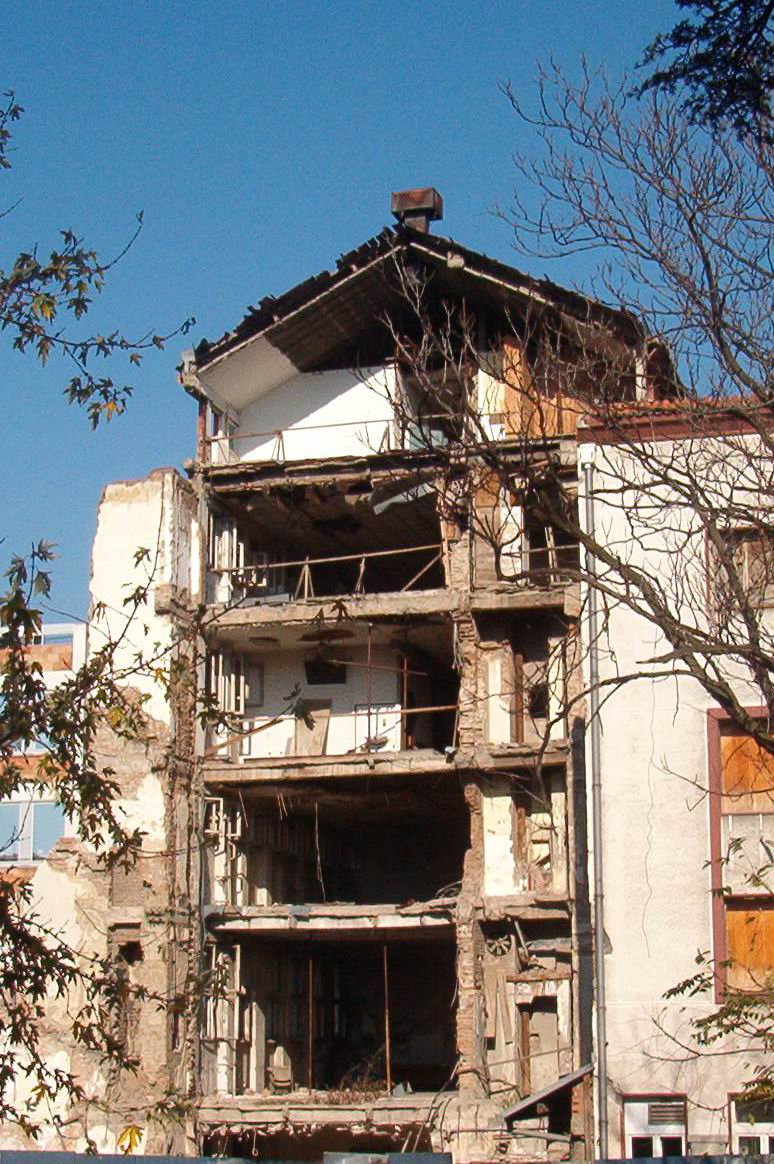
دمر حلف الناتو مبنى راديو وتلفزيون صربيا في 24 أبريل 1999.

أثناء قصف الناتو ليوغوسلافيا عام 1999 دمر حلف الناتو مبنى راديو وتلفزيون صربيا في بلغراد على الرغم من الجدل. عارضت فرنسا التفجير وأدانته منظمة العفو الدولية وهيومن رايتس ووتش ووصفتهما بهجوم على هدف مدني.
عندما أطيح بحكومة ميلوسيفيتش في أكتوبر 2000 كان راديو وتلفزيون صربيا هدفا رئيسيا للمتظاهرين. بعد مهاجمة مجلس النواب توجه المتظاهرون إلى مبنى راديو وتلفزيون صربيا.

#### اعتذار راديو وتلفزيون صربيا
في 23 مايو 2011 أصدر راديو وتلفزيون صربيا اعتذارا رسميا عن إساءة استخدام برامجها لنشر الدعاية وتشويه سمعة المعارضين السياسيين في التسعينيات ولأن برامجها «أضرت بمشاعر مواطني صربيا ونزاهتهم الأخلاقية وكرامتهم والمفكرين ذوي التوجه الإنساني وأعضاء المعارضة السياسية والصحفيون ذوو التفكير النقدي وبعض الأقليات في صربيا والأقليات الدينية في صربيا وكذلك بعض الدول والشعوب المجاورة».

### المقاومة
قاوم عدد من وسائل الإعلام الصربية المستقلة تأثير ميلوسيفيتش وسيطرته وحاولت موازنة خطابها القومي. وشملت راديو بي 92 وتليفزيون ستوديو بي ومجلة فريم. في مايو 1992 نشرت فريم مقالات عن تدمير المدن في البوسنة والهرسك وكرواتيا وفي نوفمبر 1992 وصف الهجمات على مواقع التراث الثقافي (من قبل القوات الصربية وغير الصربية). ومع ذلك فإن أبرز صوت معارض جاء من صحيفة بلغراد اليومية بوربا قام فريق من الباحثين من جامعة ليوبليانا بدراسة وسائل الإعلام الصربية والكرواتية أثناء الحرب ووجدوا أن بوربا حاول «الحفاظ على موقف عقلاني» تجاه الحرب الذي تضمن نشر معلومات شاملة وتقارير موضوعية عن ردود فعل الحكومة الكرواتية على الأحداث الفردية وهو ما كان ينقصه الإعلام الكرواتي. كانت أول صحيفة تغطي تدمير خمسة مساجد في مدينة بيلجينا في مارس 1993 أثناء حرب البوسنة والهرسك. في الصحافة التي يسيطر عليها ميلوسيفيتش تم تمييز محرري بوربا بأنهم «خونة». تعرضت المنافذ الإعلامية المستقلة للمضايقة بشكل منتظم وتكافح من أجل البقاء واقفة على قدميها.

## الإعلام الكرواتي

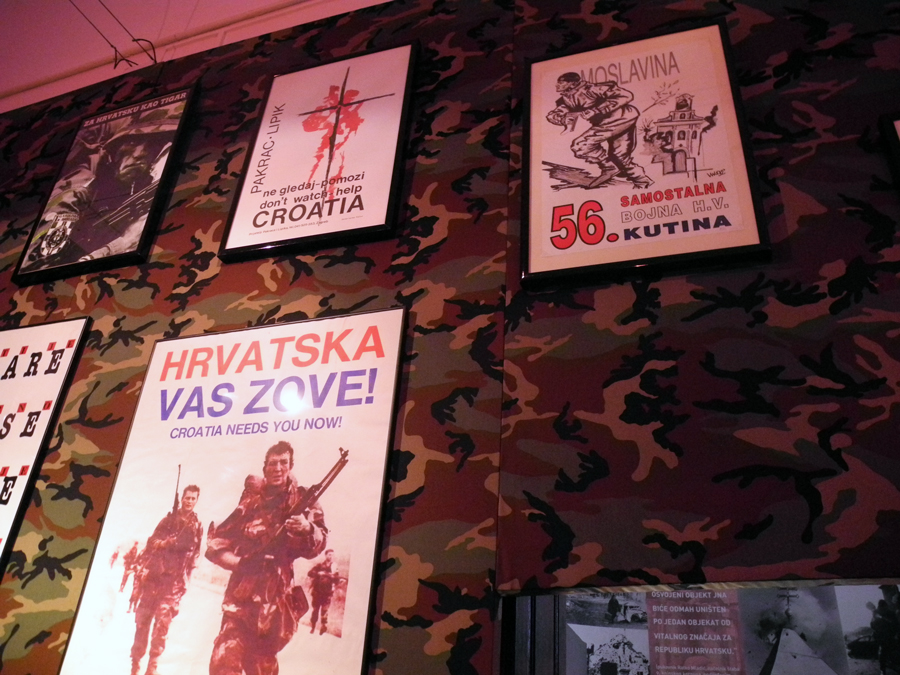
ملصقات الدعاية الكرواتية خلال حرب الاستقلال الكرواتية.

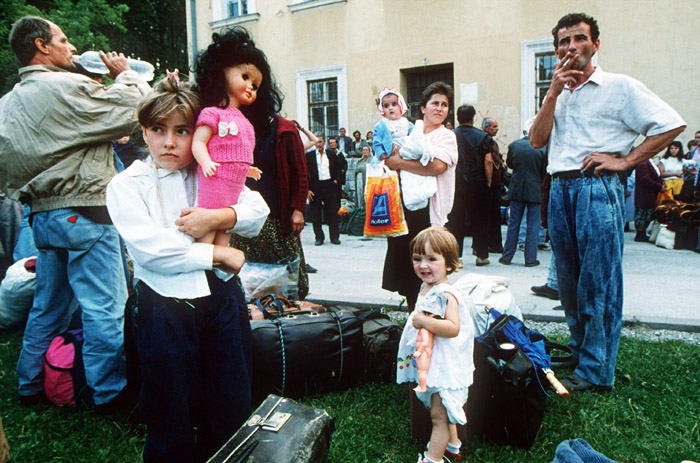
لاجئون في بلدة ترافنيك في وادي لاشفا، 1992-1993. تصوير ميخائيل إيفستافييف.

كانت الحرب في كرواتيا هي الصراع الانفصالي الثاني في يوغوسلافيا والتي أعقبت الصراع في سلوفينيا. صور تودجمان وحكومته الصراع للولايات المتحدة على أنه حرب ديمقراطية ضد الشيوعية وخير ضد الشر. نما حجم وزارة الإعلام الكرواتية وعزز الحزب الحاكم الاتحاد الديمقراطي الكرواتي نفوذه على التلفزيون الكرواتي والإذاعة ووسائل الإعلام المطبوعة. كانت وسائل الإعلام الغربية في ذلك الوقت مقرها في كرواتيا وكانت عرضة للتأثر بالحكومة الكرواتية. في صيف عام 1991 استأجرت كرواتيا شركة رودر فين وهي شركة علاقات عامة تضمنت خدماتها الاتصالات مع ممثلي الحكومة الأمريكية فضلا عن وسائل الإعلام الإخبارية الدولية لتعزيز الصورة العامة للبلاد. وقد تضمنت الإستراتيجية حشد 2.5 مليون كرواتي في الولايات المتحدة للضغط على ممثليهم في الكونجرس. نظمت الشركة رحلات إلى كرواتيا من قبل ممثلي الولايات المتحدة ودمجت الزيارات مع مقاطع فيديو للموت والدمار. ظل المنظور السائد في وسائل الإعلام والخطاب الغربيين هو أن التوسع الصربي وليس الانفصال الكرواتي هو الذي تسبب في الصراع. في لندن دخل الممثلون الكرواتيون في مفاوضات مع شركات الضغط بما في ذلك هيل ونولتون وعرضوا 500000 جنيه إسترليني لإنشاء حملة إعلامية لكسب الاعتراف الرسمي ورفع صورة كرواتيا.
في مايو 1990 بدأ الرئيس الكرواتي فرانيو تودجمان وخزبه الاتحاد الديمقراطي الكرواتي سيطرتهم على الإذاعة والتلفزيون الكرواتي. للمساعدة في هذه العملية عين تودجمان المخرج السينمائي منذ فترة طويلة أنطون فردولجاك الذي شجب أنه «من غير المقبول أن يكون لدى التلفزيون الكرواتي ستة ونصف من الصرب يديرون مجلته التلفزيونية المسائية» (كان «النصف» هو شخص نصفه صربي). سرعان ما قام البرلمان الكرواتي الذي يهيمن عليه الاتحاد الديمقراطي الكرواتي بتعيين الموالين للحزب في المناصب الإدارية والتحريرية العليا في الإذاعة والتلفزيون الكرواتية. في سبتمبر 1991 تم فصل 300 موظف في الإذاعة والتلفزيون الكرواتية «لأسباب أمنية». كما اتضح تم فصلهم من العمل لأنهم من أصل صربي أو متزوجين من صرب أو لديهم أب كان عضوا في جيش يوغوسلافيا الشعبي أو لم يكونوا من أنصار الاتحاد الديمقراطي الكرواتي.
مع اقتراب الحرب اتهمت البرامج التلفزيونية من العاصمة زغرب النظام الشيوعي اليوغوسلافي «بفرك» إرث أوستاسي الكرواتي. قدمت وسائل الإعلام الكرواتية الكروات على أنهم ضحايا لمؤامرة شيوعية أرادت وصمهم بشكل دائم. في الوقت نفسه تم تدنيس أو تدمير المقابر الكرواتية الحزبية والآثار الحربية ولا سيما تلك المخصصة لضحايا معسكرات أوستاشي. بعد التمرد الأول من قبل صرب كرواتيا في عام 1990 بدأت وسائل الإعلام الكرواتية في الإشارة إلى الصرب على أنهم «جحافل شيتنيك الملتحين» و«إرهابيين ومتآمرين» و«شعب لا يميل إلى الديمقراطية». وصف الرئيس الصربي سلوبودان ميلوسيفيتش بأنه «ستاليني وبلاشفة» و«ستالين نذل» و«سارق بنك» و«شعبوي سلطوي». وفي الوقت نفسه صورت وسائل الإعلام الكرواتية تودجمان على أنه «حكيم» و«كريم» و«ثابت» و«رجل دولة ناضج».
بعد اندلاع الحرب لعبت الدعاية الكرواتية بشكل تدريجي دورا في التفوق الأخلاقي للضحايا من خلال إظهار الدمار في مدن مثل دوبروفنيك وفوكوفار وحذف القرى الصربية التي اشتعلت فيها النيران.
استخدم الكروات أيضا دعاية ضد الصرب وضد البوشناق خلال حرب الكروات والبوسنيين 1992-1994 والتي كانت جزءا من حرب البوسنة والهرسك الأكبر. حذرت المفوضية السامية للأمم المتحدة لحقوق الإنسان في تقريرها لعام 1993 من أن معظم وسائل الإعلام التلفزيونية الكرواتية تخضع لسيطرة الحكومة وأن وسائل الإعلام تسود «مناخا سائدا من الكراهية القومية والدينية التي كثيرا ما يتم تشجيعها من خلال التضليل والرقابة والتلقين». خلال الصراع الكرواتي البوسني وصفت وسائل الإعلام الكرواتية مسلمي البوسنة والهرسك بالمعتدين. تقرير فييسنيك الذي يزعم أن 35 كرواتيا قد تم شنقهم بالقرب من الكنيسة الكاثوليكية في زينيتسا في 9 أغسطس 1993 ثبت لاحقا أنه خاطئ.
خلال حرب البوسنة والهرسك استولت القوات الكرواتية على محطات البث التلفزيوني مثل سكرادنو وأنشأت إذاعاتها المحلية وتلفازها لبث الدعاية. وفي نفس الحادث استولوا على المؤسسات العامة ورفعوا العلم الكرواتي فوق مباني المؤسسات العامة وفرضوا الدينار الكرواتي عملتهم. وفقا للمحاكم الابتدائية للمحكمة الجنائية الدولية ليوغوسلافيا السابقة في قضية بلاشكيتش أنشأت السلطات الكرواتية محطة إذاعية في كيسيلجاك لبث الدعاية القومية. تم تطبيق نمط مماثل في موستار وغورني فاكوف حيث أنشأ الكروات المحطة الإذاعية راديو أوسكوبلي.
تم دعم جهود الدعاية المحلية في أجزاء من البوسنة والهرسك التي كان يسيطر عليها الكروات من قبل الصحف اليومية الكرواتية مثل فيتشيرني ليست وراديو وتلفزيون كرواتيا وخاصة من قبل المراسلين المثيرين للجدل ديانا تشولياك وسميليكو شاغولي الذين لا يزالون يلومونهم عائلات الضحايا البوسنيين في قضية فرانيكا بتهمة التحريض على مذبحة أسرى الحرب البوسنيين في موستار من خلال بث تقرير عن الإرهابيين المزعومين الذين اعتقلهم الكروات الذين وقعوا ضحية للمدنيين الكروات. وعثر في وقت لاحق على جثث الأسرى البوسنيين في مقبرة جورانشي الجماعية. قدمت إذاعة وتلفزيون كرواتيا الهجوم الكرواتي على موستار على أنه هجوم إسلامي بوسني على الكروات المتحالفين مع الصرب.
وفقا للمحكمة الجنائية الدولية ليوغوسلافيا السابقة في الساعات الأولى من يوم 9 مايو 1993 هاجم مجلس الدفاع الكرواتي موستار باستخدام المدفعية ومدافع الهاون والأسلحة الثقيلة والأسلحة الصغيرة. سيطر مجلس الدفاع الكرواتي على جميع الطرق المؤدية إلى موستار ومنعت المنظمات الدولية من الوصول. أعلن راديو موستار أنه يجب على جميع البوسنيين تعليق علم أبيض من نوافذهم. أعد مجلس الدفاع الكرواتي خطط للهجوم بشكل جيد.
أثناء محاكمات المحكمة الجنائية الدولية ليوغوسلافيا السابقة ضد قادة الحرب الكروات حاول العديد من الصحفيين الكروات الذين شاركوا كشهود دفاع مقارنة جرائم الحرب التي ارتكبتها القوات الكرواتية ضد المدنيين غير الكروات (البوشناق في البوسنة والهرسك والصرب في كرواتيا). أثناء محاكمة الجنرال تيهومير بلاشكيتش الذي أدين لاحقا بارتكاب جرائم حرب حاول إيفيكا مليفونتشيتش كاتب العمود الكرواتي في سلوبودنا دالماتسيا الدفاع عن الجنرال من خلال تقديم عدد من الادعاءات في كتابه «الجريمة بختم» حول الإبادة الجماعية المزعومة ضد الكروات (معظمها غير مثبتة أو خاطئة) والتي اعتبرتها المحاكم الابتدائية غير ذات صلة بالقضية. بعد الإدانة واصل الكتابة في سلوبودنا دالماسيا ضد المحكمة الجنائية الدولية ليوغوسلافيا السابقة بتقديمها على أنها محكمة ضد الكروات مع ادعاءات شوفينية بأن المحكمة الجنائية الدولية ليوغوسلافيا السابقة لا يمكن أن تكون محايدة لأنها تمول من المملكة العربية السعودية (أي المسلمين).
اتبعت السينما الكرواتية والبوسنية الخطاب الذي بدأ في هوليوود بتصوير الصرب وصربيا على أنهم فاتحون ومجرمو حرب ولصوص وإرهابيون كأداة لرفع الوعي القومي.
على الرغم من سيطرة تودجمان على وسائل الإعلام فإن الصحف المستقلة مثل سلوبودنا دالماسيا وفيرال تريبيون أعطت منشوراتها للأصوات الناقدة. كان الصحفيون من فيرال تريبيون أول من كشف مدى الضرر الذي ألحقه مجلس الدفاع الكرواتي بمواقع التراث الإسلامي أثناء حرب البوسنة والهرسك في مايو 1994. أدى انتقادهم لتودجمان ونظامه إلى تهديدات ضد الموظفين وعائلاتهم من الجمهور الذي شجعه. في يوليو 1994 تم فرض ضريبة بنسبة 50٪ على المنشور وعادة ما تكون مخصصة للمجلات الإباحية ولكن تم إلغاؤها لاحقا.

## الإعلام البوسني
لم تكن الدعاية البوسنية التي استهدفت الصرب والكروات حاضرة بالكامل حيث كانت حكومة البوسنة والهرسك تهدف في ذلك الوقت إلى إقامة دولة موحدة بين جميع الأعراق الثلاثة الرئيسية وليس نحو سياسة الدولة الواحدة القومية التي تقوم على شعب واحد. هناك مقاطع فيديو حرب أعيد تحميلها لاحقا على يوتيوب وتصور استخدام الإهانات العرقية تجاه كل من الصرب والكروات الذين يُطلق عليهم اسم تشيتنيتشي وأوستاشي على حد سواء.
كانت هناك حالات من السياسيين «بالغوا» في عدد الضحايا و / أو حالات الاغتصاب لتحقيق مكاسب سياسية مفترضة. على سبيل المثال ادعى رئيس الوزراء السابق للبوسنة والهرسك حارث سيلايديتش أنه في الفترة من أبريل إلى ديسمبر 1992 ارتكب الصرب 60.000 حالة اغتصاب ضد نساء البوشناق. تقدر الجمعية البرلمانية لمجلس أوروبا العدد الإجمالي بحوالي 20000 من جميع الأطراف الثلاثة أثناء الحرب.
في يونيو 1992 وقع الرئيس البوسني علي عزت بيغوفيتش عقدا مع شركة رودر فين ومقرها واشنطن لتعزيز قيادة أقوى للولايات المتحدة في البلقان. وضع «مركز اتصالات الأزمة البوسنية» الذي أنشأته الشركة القادة البوسنيين المحليين على اتصال بالمسؤولين الغربيين ووسائل الإعلام. كما أعدت مقالات إخبارية وروايات حرب لوسائل إعلام أمريكية مثل نيويورك تايمز وواشنطن بوست ويو إس إيه توداي ووول ستريت جورنال. كما عملت الوكالة على تأمين قرار أممي يدعم التدخل العسكري في البوسنة «لأسباب إنسانية».
في مقابلة أجريت عام 1993 أشاد جيمس هارف رئيس شركة رودر فين آنذاك باتصالات شركته مع السياسيين ومنظمات حقوق الإنسان والصحفيين وغيرهم من وسائل الإعلام وتفاخر بإنجازاتها وعلى الأخص في كسب الرأي العام اليهودي للكروات والبوشناق والكوسوفيون يتبعون «الماضي التاريخي اللاسامي لكرواتيا والبوسنة والهرسك» خلال الحرب العالمية الثانية. بعد أن أوردت صحيفة نيويورك نيوزداي قصة عن «معسكرات الموت» في أغسطس 1992 التي أنشأها الصرب اتصلت شركة رودر فين بمنظمات يهودية رئيسية وكانت النتيجة لغة عاطفية أكثر تواترا في الصحافة استحضرت ذكريات الهولوكوست ومعادلة الصرب بالنازيين. لاحظ هارف أن السرعة كانت المفتاح في نقل المعلومات حيث أن الرسالة الأولى كانت «الأكثر أهمية» و «النفي اللاحق لم يكن له أي تأثير» مضيفا أن وظيفتهم لم تكن التحقق من المعلومات ولكن فقط لتسريع توزيعها على عملائهم .

## ادعاءات حول الناتو ووسائل الإعلام الغربية

### شيطنة الصرب
يجادل بعض العلماء والمراقبين مثل نيكولاس كول وديفيد ويلش ونعوم تشومسكي ومايكل بارينتي وسكوت تايلور بأنه طوال الحروب صاغ الإعلام الغربي الصراع بطريقة ترقى إلى شيطنة ليس فقط سلوبودان ميلوسيفيتش ولكن أيضا الشعب الصربي كما كله. يرفض آخرون فكرة أن وسائل الإعلام الغربية كانت متورطة في دعاية مناهضة للصرب. عارض المؤرخ ماركو أتيلا هور المزاعم التي رأى أنها قادمة من «المراجعين اليساريين» وأكد أن «شيطنة الصرب» يمثل في الواقع مجموعة متنوعة من الآراء حول الحرب وأن أولئك في «أقصى اليسار الغربي» يقدمون مثل هذه الحجج كانوا من بين أمور أخرى «ساخر ومنافق في [...] استخدامهم للحقائق والحجج على حد سواء». جاء في مراجعة دار بابليشرز ويكلي لكتاب بارينتي: «في حين أن القادة السياسيين والعسكريين الآخرين في البلقان قد يستحقون اللوم أيضا فإن ميلوسيفيتش لا يستحق الدفاع».
يجادل الصحفي ديفيد بيندر بأن السياسة الأمريكية طوال التسعينيات كانت تحكمها «عقيدة تبسيطية تلقي باللوم على أمة واحدة وهم الصرب كأصل الشر في البلقان» وأن «العقيدة غير المكتوبة قد أيدتها ونشرتها وسائل الإعلام الرئيسية». في المقابل ذكر روجر كوهن كاتب عمود في صحيفة نيويورك تايمز أن الروايات التي تؤكد «شيطنة» الصرب استخدمت كمناورة لتحويل النظرة العامة للحروب اليوغوسلافية رأسا على عقب عن طريق تحويل الصرب من معتدين إلى ضحايا. كتب الصحفي ميشيل كولون أنه إذا كان مرتكبو الجرائم من أصل صربي فإن وسائل الإعلام الغربية ستتهم الأمة الصربية بأكملها («الصرب») بدلا من استخدام مصطلحات محددة مثل «المتطرفين الصرب». ادعى فيليب هاموند أستاذ الإعلام والاتصالات الذي يركز على دور وسائل الإعلام في نزاعات ما بعد الحرب الباردة والتدخلات الدولية أنه في تغطية الحروب اليوغوسلافية لجأت وسائل الإعلام البريطانية إلى الصور النمطية للصرب لتقديم تقارير عن الحرب.
قالت سيلفيا هيل في تعليقها على دور الإعلام في إضفاء الشرعية على الحروب أن شركة رودر فين أنشأت مركز الأزمات الذي أعد دفقا منتظما من المقالات وروايات الحرب لوسائل الإعلام الأمريكية. وزعمت أن شركة رودر فين كانت تركز فقط على معسكرات الاعتقال الصربية لكن البوشناق والكروات أقاموا أيضا معسكرات للأشخاص الذين اعتبروهم تهديدا للأراضي التي يسيطرون عليها. كما أشارت إلى أن تضخيم أعداد الضحايا بشكل كبير كان تكتيكا آخر في حرب الدعاية الإعلامية. وفقا لهربرت ن. فويرستل كان الهدف الرئيسي لشركة رودير فين «تصوير الصرب على أنهم برابرة». في كل بيان مع جهات الاتصال الخاصة بهم كانت الرسالة مفادها أن «الصرب مسؤولون عن كل المذابح في البلقان». كتبت الكاتبة فلورنس ليفنسون أن كرواتيا والبوسنة والهرسك وكوسوفو سعت إلى «كسب قلوب وعقول الأمريكيين» من خلال شركة رودر فين من خلال الدعوة إلى التدخل الأمريكي في الحروب. للقيام بذلك كان من الضروري «شيطنة الصرب وأن يتعاطف الغرب مع محنة الجمهوريات السابقة في نضالها البطولي».
قام الصحفي الأمريكي بيتر بروك بفحص 1500 مقال نُشر عام 1992 من قبل عدد من وسائل الإعلام والوكالات الغربية. كانت نسبة المقالات التي قدمت صورة إيجابية عن الصرب إلى المقالات التي قدمت صورة سلبية بشكل كبير هي 40:1.

### حرب كوسوفو

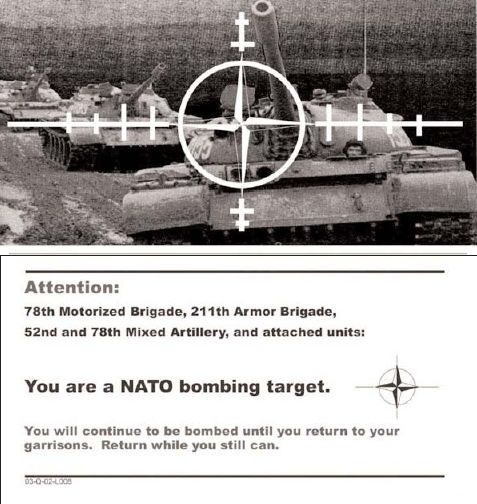
الحرب النفسية من قبل الناتو.

وصف المؤرخون المتخصصون في الدعاية نيكولاس كول وديفيد هولبروك كولبيرت وديفيد ويلش حرب كوسوفو بأنها «الحالة القصوى لاستخدام الدعاية من قبل جميع الأطراف في أواخر القرن العشرين» وأيضا باعتبارها الحرب الأولى التي لعب فيها الإنترنت دورا مهما دور في الحملة الدعائية. وأوضحوا أن الدول الأعضاء في الناتو تنظر إلى الدعم العام لأعمالهم على أنه «مجالات حساسة للضعف». تضمنت الإستراتيجية مؤتمرات صحفية حكومية خاصة يومية وتحديثات للمواقع الإلكترونية.
أثناء حرب كوسوفو اتهمت إدارة كلينتون ومسؤولو الناتو بتضخيم عدد ألبان كوسوفو الذين قتلوا على يد الصرب لتبرير تورط الولايات المتحدة في الصراع. قارن الرئيس الأمريكي بيل كلينتون أحداث كوسوفو بالمحرقة واضطهاد اليهود خلال الحرب العالمية الثانية. أشارت الإدارة الأمريكية مرارا وتكرارا إلى الوضع في كوسوفو على أنه إبادة جماعية. في 16 مايو 1999 ظهر وزير الدفاع وليام كوهين على قناة سي بي إس في مواجهة الأمة وأشار إلى أن 100 ألف رجل ربما قتلوا. كشفت فحوصات ما بعد الحرب أن تصريحات الإبادة الجماعية قد تم تضخيمها بشكل كبير. قال الخبير السياسي الكندي مارك وللإجرام إن مصادر إعلامية غربية عرضت عمليات الإعدام في قرية روجوفو بالقرب من جاكوفا على أنها قتل لأبناء العرق الألباني لكنها لم تذكر أن معظم القتلى كانوا من مقاتلي جيش تحرير كوسوفو أو من أنصاره. ذكرت من قبل تحقيق منظمة الأمن والتعاون في أوروبا. وصف رودولف شاربينج وزير الدفاع الألماني عمليات القتل بأنها مذبحة للمدنيين.
صرح وللإجرام أن مذبحة راتشاك كانت جريمة حرب مثبتة لكنه ادعى أن هناك العديد من الأجزاء الإشكالية في القصة كما ذكرت وكما تم التلاعب بها من قبل إدارة كلينتون على سبيل المثال من خلال التجاهل غير الناقد لحقيقة أن جيش تحرير كوسوفو استخدم راتشاك كقاعدة مهاجمة أهداف صربية. بعد المجزرة أطلقت إدارة كلينتون «حملة دعائية» لإقناع الشعب الأمريكي بأن التدخل في يوغوسلافيا كان ضروريا. ظل التأييد العام للتدخل بين المواطنين الأمريكيين عند حوالي 50٪ فقط حتى بعد الاهتمام الإعلامي المكثف لراتشاك والذي أشار إلى أن الحرب ضد يوغوسلافيا ستكون أقل شعبية بشكل ملحوظ من الصراعات والتدخلات السابقة التي قامت بها الولايات المتحدة في تاريخها الحديث. كانت اتهامات التشويه من خلال قطع الرأس باطلة ولكنها جذبت الكثير من اهتمام وسائل الإعلام كدليل مزعوم على «البربرية الصربية».
كما انتقد وللإجرام التقارير المتعلقة بعملية حدوة الحصان المزعومة وأوضح أنه كان من الواضح أن هناك عملا منسقا من قبل قوات ميلوسيفيتش لكن حلف الناتو حاول توضيح أنه كان يتفاعل مع أمر كان جاريا منذ نوفمبر 1998. يتساءل العديد من العلماء بما في ذلك سابرينا ب. راميت عن وجود عملية حدوة الحصان. أظهر جينغ كي في دراسته أن واشنطن تايمز وواشنطن بوست فشلا أو تجاهلا الإبلاغ عن بعض القضايا الحاسمة المتعلقة بأزمة كوسوفو مثل جزء من اتفاقية رامبوييه والقصف العنقودي لأهداف غير عسكرية وقصف راديو وتلفزيون صربيا. خلص فيليب هاموند إلى أن التغطية الإعلامية البريطانية للحملة الجوية لحلف الناتو «واجهت مشاكل مألوفة في إدارة الأخبار والدعاية» التي لوحظت في تقارير نزاع ما بعد الحرب الباردة.